# Suzukiite
La suzukiite è un minerale.